# Carex lyi
Carex lyi är en halvgräsart som beskrevs av Augustin Abel Hector Léveillé och Eugène Vaniot. Carex lyi ingår i släktet starrar, och familjen halvgräs. Inga underarter finns listade i Catalogue of Life.